# Liste der luxemburgischen Abgeordneten zum EU-Parlament (2024–2029)
Die Liste der luxemburgischen Abgeordneten zum EU-Parlament (2024–2029) listet alle luxemburgischen Mitglieder des 10. Europäischen Parlaments nach der Europawahl in Luxemburg 2024 auf.

## Aktuelle Mandatsstärke der Parteien
- S&D: 1
- G/EFA: 1
- RE: 1
- EVP: 2
- NI: 1

| Nationale Partei                                   | Mandate | Fraktion                                                                               |
| -------------------------------------------------- | ------- | -------------------------------------------------------------------------------------- |
| Chrëschtlech-Sozial Vollekspartei (CSV)            | 02      | Fraktion der Europäischen Volkspartei (EVP)                                            |
| Demokratesch Partei (DP)                           | 01      | Renew Europe (RE)                                                                      |
| Lëtzebuerger Sozialistesch Aarbechterpartei (LSAP) | 01      | Fraktion der Progressiven Allianz der Sozialdemokraten im Europäischen Parlament (S&D) |
| Déi Gréng                                          | 01      | Die Grünen/Europäische Freie Allianz (G/EFA)                                           |
| Alternativ Demokratesch Reformpartei (ADR)         | 01      | Fraktionslose Abgeordnete (NI)                                                         |
| SUMME                                              | 06      |                                                                                        |

## Abgeordnete
| Bild | Name                | geb. | MEP seit      | Partei | Fraktion | Kommentar                                       |
| ---- | ------------------- | ---- | ------------- | ------ | -------- | ----------------------------------------------- |
|      | Marc Angel          | 1963 | 10. Dez. 2019 | LSAP   | S&D      |                                                 |
|      | Charles Goerens     | 1952 | 14. Juli 2009 | DP     | RE       |                                                 |
|      | Christophe Hansen   | 1982 | 2. Juli 2019  | CSV    | EVP      | Ausgeschieden am 30. November 2024              |
|      | Fernand Kartheiser  | 1959 | 16. Juli 2024 | ADR    | NI       | Am 3. Juni 2025 aus EKR-Fraktion ausgeschlossen |
|      | Martine Kemp        | 1994 | 3. Dez. 2024  | CSV    | EVP      | Nachgerückt für Christophe Hansen               |
|      | Tilly Metz          | 1967 | 19. Juni 2018 | Gréng  | G/EFA    |                                                 |
|      | Isabel Wiseler-Lima | 1961 | 2. Juli 2019  | CSV    | EVP      |                                                 |